# Hargnies (Ardennes)
Pour les articles homonymes, voir Hargnies.
Hargnies est une commune française située dans le département des Ardennes, en région Grand Est, dans une clairière de la forêt ardennaise.
Ses habitants s'appellent les Harnicots et les Harnicottes.

## Géographie

### Situation
Située à une altitude de 310 mètres (au centre du village) dans une région très boisée, Hargnies est une commune de 4 200 hectares, dont 4 000 hectares de forêt ce qui en fait l'une des communes les plus boisées de France. Hargnies est situé sur le plateau des Ardennes à une dizaine de kilomètres d'Haybes et de Fumay et à 20 kilomètres de Givet, dans une clairière. Le village est distant de 35 km de Charleville-Mézières, la préfecture des Ardennes.
Les autres communes à proximité de Hargnies sont : Fépin, Montigny-sur-Meuse, Landrichamps, Vireux-Wallerand, et Vireux-Molhain entre autres. Les villes françaises proches de Hargnies sont : Fourmies à 53 km, Jeumont à 58 km, et Maubeuge à 65 km.
Par ailleurs, la commune est située à environ trois kilomètres de la Belgique que l'on rejoint par la route du Pont Collin en direction de Willerzie.
Le plateau sur lequel se situe Hargnies est traversé par la vallée de la Meuse qui a creusé un profond sillon dans le plateau ardennais.
Les Héez d'Hargnies (492 m), un des points culminants des Ardennes, offre un très beau panorama sur la région.

### Communes limitrophes
| Vireux-Wallerand | Aubrives/Ham-sur-Meuse/Chooz | Beauraing ( Belgique) |
| Haybes           | Hargnies                     | Gedinne ( Belgique)   |
| Revin            | Thilay                       | Gedinne ( Belgique)   |

### Hydrographie
La commune est dans le bassin versant de la Meuse au sein du bassin Rhin-Meuse. Elle est drainée par la Houille, le ruisseau des Manises, le ruisseau de la Fontaine Aux Bairons, le ruisseau le Risdoux, la Hulle, le ruisseau de Pourrie Fontaine, le ruisseau de Rotzau, le ruisseau Ris du Stol, le ruisseau de Mont Vireux et le ruisseau de Bourifosse,.
L'Houille, d'une longueur de 16 km, prend sa source dans la commune  et se jette  dans la Meuse à Givet, après avoir traversé six communes.

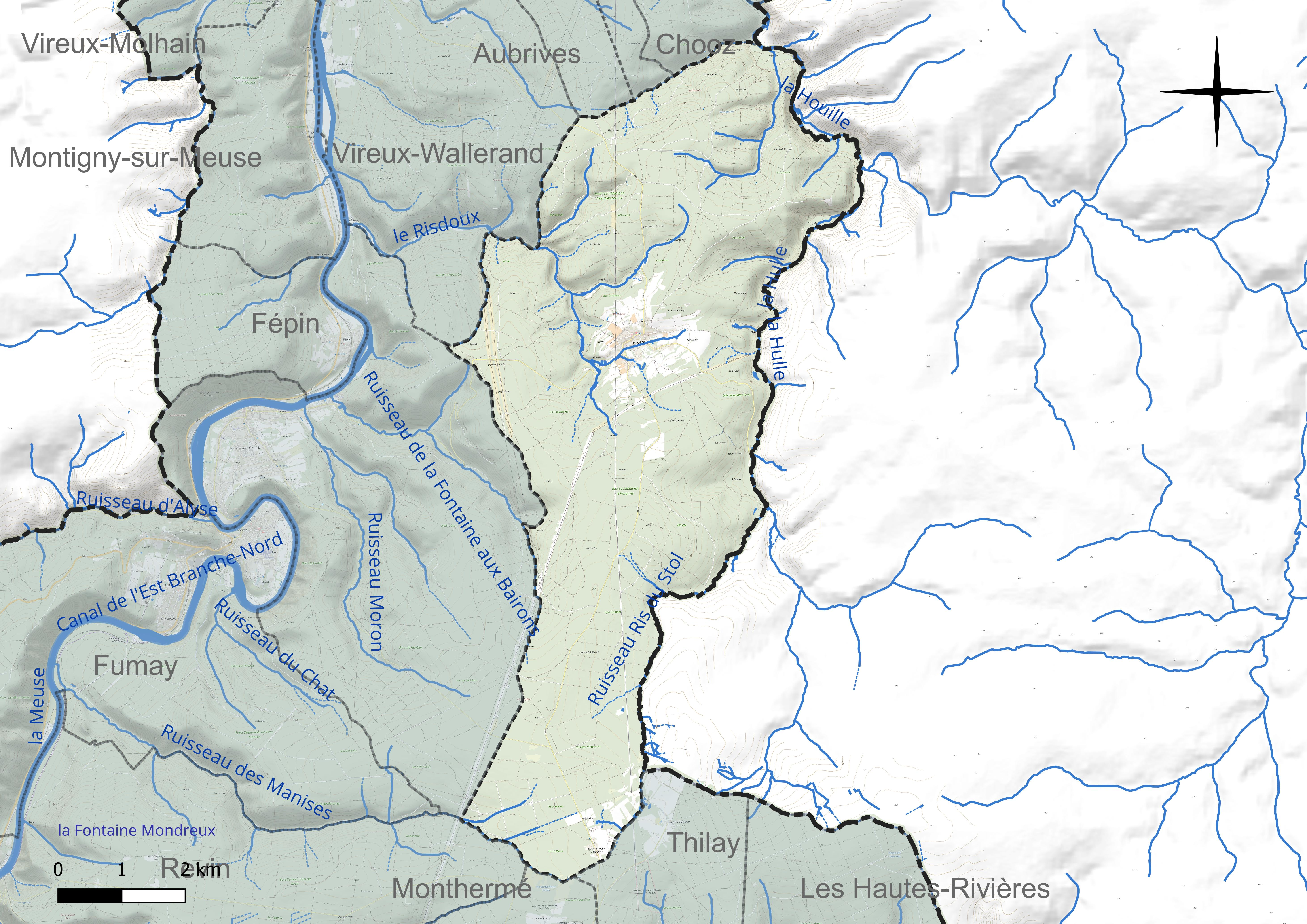
Réseau hydrographique de Hargnies.

### Climat
Pour des articles plus généraux, voir Climat du Grand Est et Climat des Ardennes.
En 2010, le climat de la commune est de type climat de montagne, selon une étude du Centre national de la recherche scientifique s'appuyant sur une série de données couvrant la période 1971-2000. En 2020, Météo-France publie une typologie des climats de la France métropolitaine dans laquelle la commune est exposée à un climat océanique altéré et est dans la région climatique Lorraine, plateau de Langres, Morvan, caractérisée par un hiver rude (1,5 °C), des vents modérés et des brouillards fréquents en automne et hiver.
Pour la période 1971-2000, la température annuelle moyenne est de 9,4 °C, avec une amplitude thermique annuelle de 15,5 °C. Le cumul annuel moyen de précipitations est de 1 124 mm, avec 14,1 jours de précipitations en janvier et 10,6 jours en juillet. Pour la période 1991-2020, la température moyenne annuelle observée sur la station météorologique de Météo-France la plus proche, « Rocroi », sur la commune de Rocroi à 22 km à vol d'oiseau, est de 9,5 °C et le cumul annuel moyen de précipitations est de 1 210,4 mm. 
La température maximale relevée sur cette station est de 37,6 °C, atteinte le 25 juillet 2019 ; la température minimale est de −14,7 °C, atteinte le 4 février 2012,,.
Les paramètres climatiques de la commune ont été estimés pour le milieu du siècle (2041-2070) selon différents scénarios d'émission de gaz à effet de serre à partir des nouvelles projections climatiques de référence DRIAS-2020. Ils sont consultables sur un site dédié publié par Météo-France en novembre 2022.

## Urbanisme

### Typologie
Au 1er janvier 2024, Hargnies est catégorisée commune rurale à habitat dispersé, selon la nouvelle grille communale de densité à 7 niveaux définie par l'Insee en 2022.
Elle est située hors unité urbaine et hors attraction des villes,.

### Occupation des sols
L'occupation des sols de la commune, telle qu'elle ressort de la base de données européenne d’occupation biophysique des sols Corine Land Cover (CLC), est marquée par l'importance des forêts et milieux semi-naturels (94 % en 2018), une proportion identique à celle de 1990 (94 %). La répartition détaillée en 2018 est la suivante : 
forêts (90,8 %), prairies (4 %), milieux à végétation arbustive et/ou herbacée (3,1 %), zones urbanisées (1 %), zones agricoles hétérogènes (0,9 %), zones humides intérieures (0,1 %). L'évolution de l’occupation des sols de la commune et de ses infrastructures peut être observée sur les différentes représentations cartographiques du territoire : la carte de Cassini (XVIIIe siècle), la carte d'état-major (1820-1866) et les cartes ou photos aériennes de l'IGN pour la période actuelle (1950 à aujourd'hui).

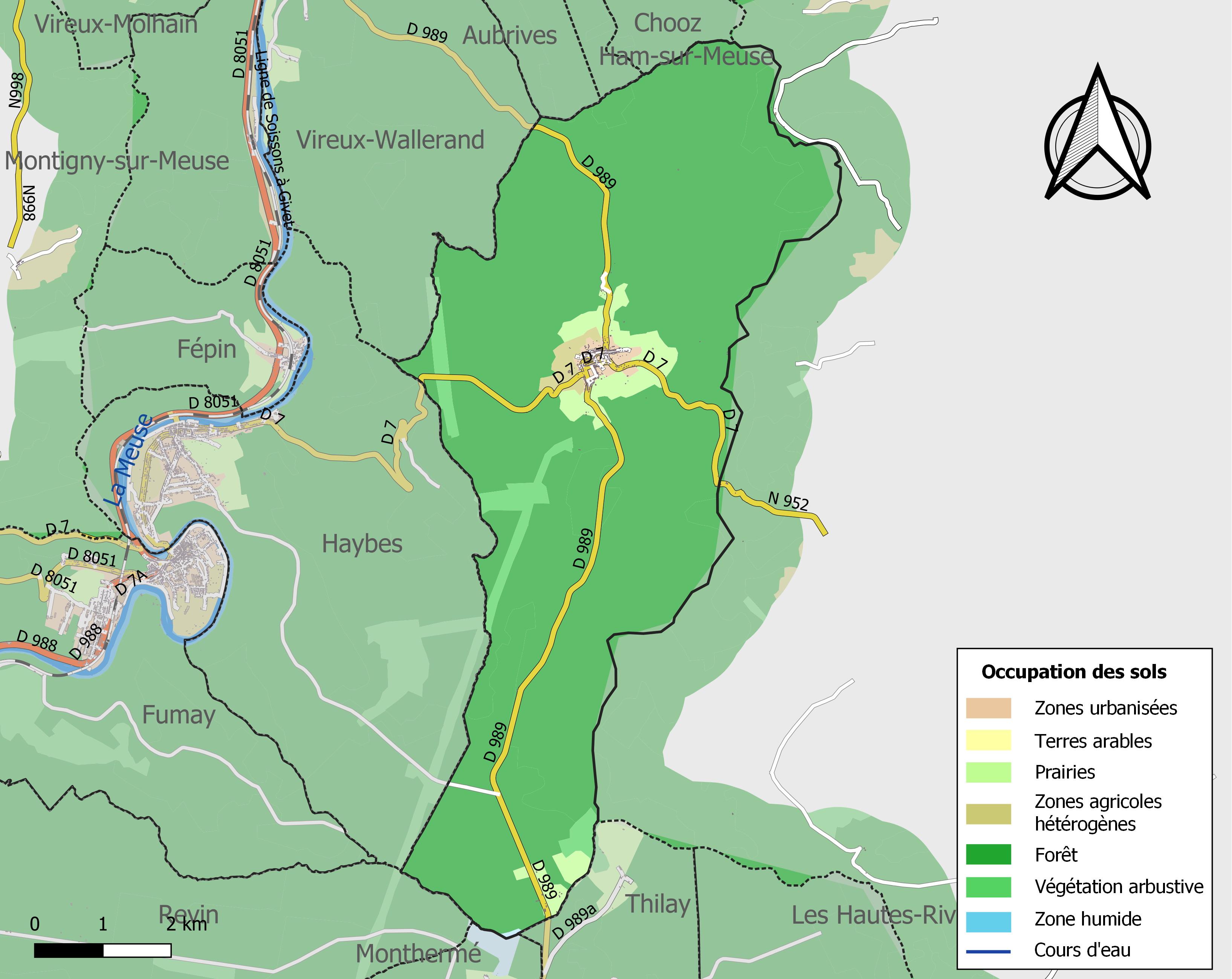
Carte des infrastructures et de l'occupation des sols de la commune en 2018 (CLC).

## Ressources, faune et flore
Hargnies est situé dans le P-parc naturel régional des Ardennes sur un territoire offrant une très grande richesse végétale et animale, et signalé, en tant que tel, depuis plus de 150 ans par les botanistes et zoologistes.
On y trouve des grives et des tétras, la rarissime trientale d'Europe (entre autres espèces végétales spécifiques) et une flore caractéristique des zones humides d'altitude.
La région abrite aussi un patrimoine naturel composée de landes, rocailles et buxaies qui sont l'habitat de nombreuses espèces remarquables (reptiles, oiseaux, chauves-souris, papillons) qui ont notamment justifié la création d'une réserve naturelle outre la réserve naturelle nationale de la pointe de Givet, une réserve naturelle d'intérêt géologique (réserve naturelle nationale de Vireux-Molhain).
La région d'Hargnies est plus particulièrement connue pour ses tourbières à sphaignes et à molinie bleue et zones paratourbeuses (sur la route entre Les Hautes-Rivières et Hargnies, où vivent quelques castors (castor européen) dont les barrages entretiennent. On y trouve notamment une variété rare d'orchidée sauvage (Dactylorhiza sphagnicola).
On raconte aussi que la région abriterait quelques rares coqs tétras (espèce en voie de disparition).

## Histoire et traditions
L'existence du village remonte au IXe siècle. 
Si l'on en croit les cartes anciennes, au XVIe siècle la commune était presque entourée d'une vaste forêt.
Hargnies et Haybes, longtemps parties prenantes du comté de Namur, ont été cédés à la France en 1697 par le traité de Ryswick.
Le village, situé à la frontière franco-belge, a été un ancien observatoire allemand pendant la Première Guerre mondiale, et un centre de parachutage pendant la dernière guerre.
Hargnies a gardé ses anciennes traditions de village forestier, comme ses tenderies aux grives (pièges et lacets tendus au passage des oiseaux).

### Première Guerre mondiale
Le 24 août 1914, l'armée allemande passe la frontière franco-belge au Pont-Colin et traverse Hargnies, provoquant la fuite de certains habitants vers Haybes.
Les habitants subissent quatre ans d'occupation allemande jusqu'à l'Armistice.

### Seconde Guerre mondiale
Lors de la bataille de France, le village est pris le 13 mai 1940 par les Allemands de la 6e Panzerdivision de Werner Kempf qui se dirigent vers Monthermé. Le passage des Allemands dans le village est observé par les Français de la 61e division d'infanterie qui guident les tirs d'artillerie ; plusieurs véhicules allemands sont mis en flammes.
Hargnies finit par être libérée le 5 septembre 1944 à la suite du dernier combat entre Américains et Allemands. Le 4 septembre, un maquisard est tué sur la route de Vireux en se rendant au village ; dans la nuit du 4 au 5 septembre, un char américain arrivant par la route de Haybes est attaqué par les troupes allemandes encore présentes dans le village, incendiant la boulonnerie et diverses maisons. Les habitants voulant éteindre l'incendie ont été molestés par les troupes allemandes ; sept d'entre eux ont été fusillés.
À Hargnies sont inhumés plusieurs pilotes de bombardiers du Commonwealth : D. Mathieson R.85609, Flight Sergeant, Royal Canadian AirForce ; C.C. Stevens, Air Gunner, Royal Air Force ; E.F. Valentine, Air Gunner, Royal Air Force ; K.V. Whelan, Royal Air Force (abattus le 20 mai 1942).

## Politique et administration
Hargnies a adhéré à la charte du parc naturel régional des Ardennes, à sa création en décembre 2011.
Le syndicat mixte de ce parc naturel régional des Ardennes (PNR Ardennes) est installé à Hargnies.

## Spécialités
Le village abritait autrefois de nombreux cafés dans lesquels on dégustait l'eau-de-vie de prune notamment. La distillation de l'eau de vie à Hargnies a fait l'objet d'un documentaire de la RTBF réalisé en 1979 (« Les fijeus de goutte - Distillateurs et bouilleurs de crus »).
Parmi les autres spécialités on trouve la « burutte », sorte de boudin noir constitué de sang de cochon et de beaucoup d'échalotes, le boudin blanc…

## Démographie
L'évolution du nombre d'habitants est connue à travers les recensements de la population effectués dans la commune depuis 1793. Pour les communes de moins de 10 000 habitants, une enquête de recensement portant sur toute la population est réalisée tous les cinq ans, les populations de référence des années intermédiaires étant quant à elles estimées par interpolation ou extrapolation. Pour la commune, le premier recensement exhaustif entrant dans le cadre du nouveau dispositif a été réalisé en 2007.

En 2022, la commune comptait 453 habitants, en évolution de −4,83 % par rapport à 2016 (Ardennes : −2,97 %, France hors Mayotte : +2,11 %).
| 1793 | 1800  | 1806  | 1821  | 1831  | 1836  | 1841  | 1846  | 1851  |
| ---- | ----- | ----- | ----- | ----- | ----- | ----- | ----- | ----- |
| 962  | 1 013 | 1 083 | 1 281 | 1 355 | 1 489 | 1 542 | 1 620 | 1 659 |

| 1866  | 1872  | 1876  | 1881  | 1886  | 1891  | 1896  | 1901  | 1906  |
| ----- | ----- | ----- | ----- | ----- | ----- | ----- | ----- | ----- |
| 1 774 | 1 743 | 1 697 | 1 473 | 1 417 | 1 350 | 1 241 | 1 203 | 1 161 |

| 1911  | 1921 | 1926 | 1931 | 1936 | 1946 | 1954 | 1962 | 1968 |
| ----- | ---- | ---- | ---- | ---- | ---- | ---- | ---- | ---- |
| 1 093 | 912  | 896  | 805  | 758  | 564  | 590  | 677  | 623  |

| 1975 | 1982 | 1990 | 1999 | 2006 | 2007 | 2012 | 2017 | 2022 |
| ---- | ---- | ---- | ---- | ---- | ---- | ---- | ---- | ---- |
| 573  | 561  | 511  | 514  | 500  | 498  | 466  | 484  | 453  |

## Culture locale et patrimoine

### Langue locale
Hargnies fait partie du domaine wallon de France, dont son hameau Les Vieux Moulins constitue l'un des points les plus méridionaux. Le linguiste Charles Bruneau note que le parler de cette localité se rapproche du wallon occidental et notamment du wallon de Couvin.
Un point de l'Atlas linguistique de la Wallonie est situé dans la commune, à la suite d'une enquête menée en 1949 et 1950 par le philologue Maurice Piron, qui a employé comme témoin le maire d'alors, Albert François. Le site Gallica (Archives de la parole) offre en outre la possibilité d'écouter la chanson : Malheurs d'une femme mariée, en patois mélangé.
Parmi d'autres spécificités, le linguiste Albert Doppagne a relevé qu'Hargnies ne dispose pas de terme simple pour dire pleuvoir. Sur place, l'on recourt donc à la périphrase fé̄ lḕ, qui signifie « faire laid ».

### Lieux et monuments

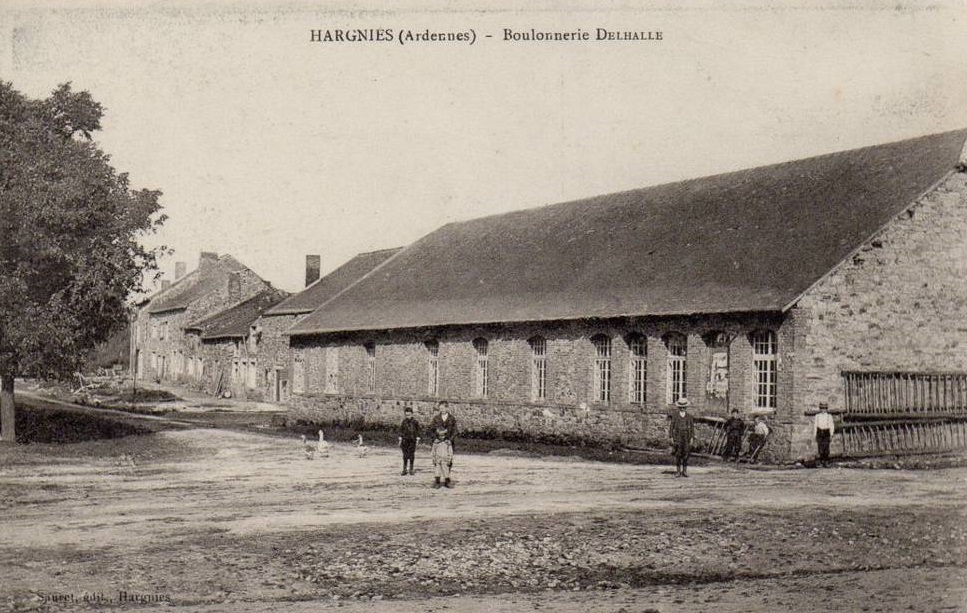
Boulonnerie Delhalle à Hargnies, place de l'Aulnet, Ardennes.

- L'église paroissiale Saint-Lambert : l'église a été reconstruite au XIXe siècle, mais conserve des vestiges du XVIIe siècle (tour carrée) ainsi que des statues du XVIIIe siècle en bois : Vierge à l'Enfant, saint Lambert, saint Éloi, saint Pierre, saint Hubert.
- Chapelle Saint-Roch : située sur la route de Vireux-Wallerand à côté de l'église : elle est dédiée à saint Roch, patron et protecteur des pestiférés.
- Place de l'Aulnet : autrefois bordée de platanes centenaires, elle abritait un grand lavoir municipal et la boulonnerie industrielle Delhalle. Le 4 septembre 1944, les Allemands en retraite mirent le feu à la boulonnerie et tuèrent les habitants qui tentaient d'éteindre l'incendie.
- Moulins : des trois antiques moulins, il reste le moulin Limbourg et le moulin Page[39].
- Vestige : fortification de Plein-Mont.

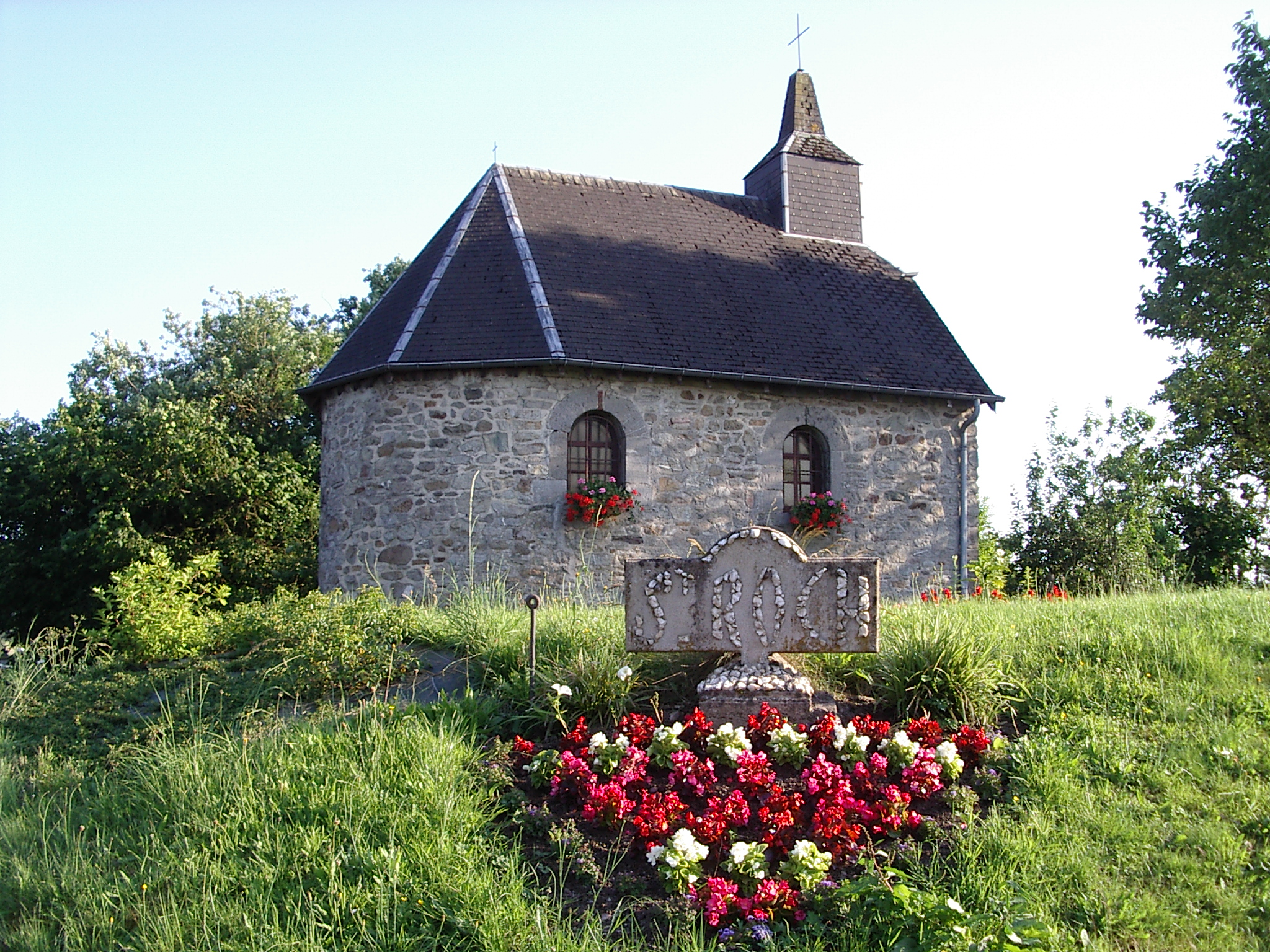
Chapelle Saint-Roch.
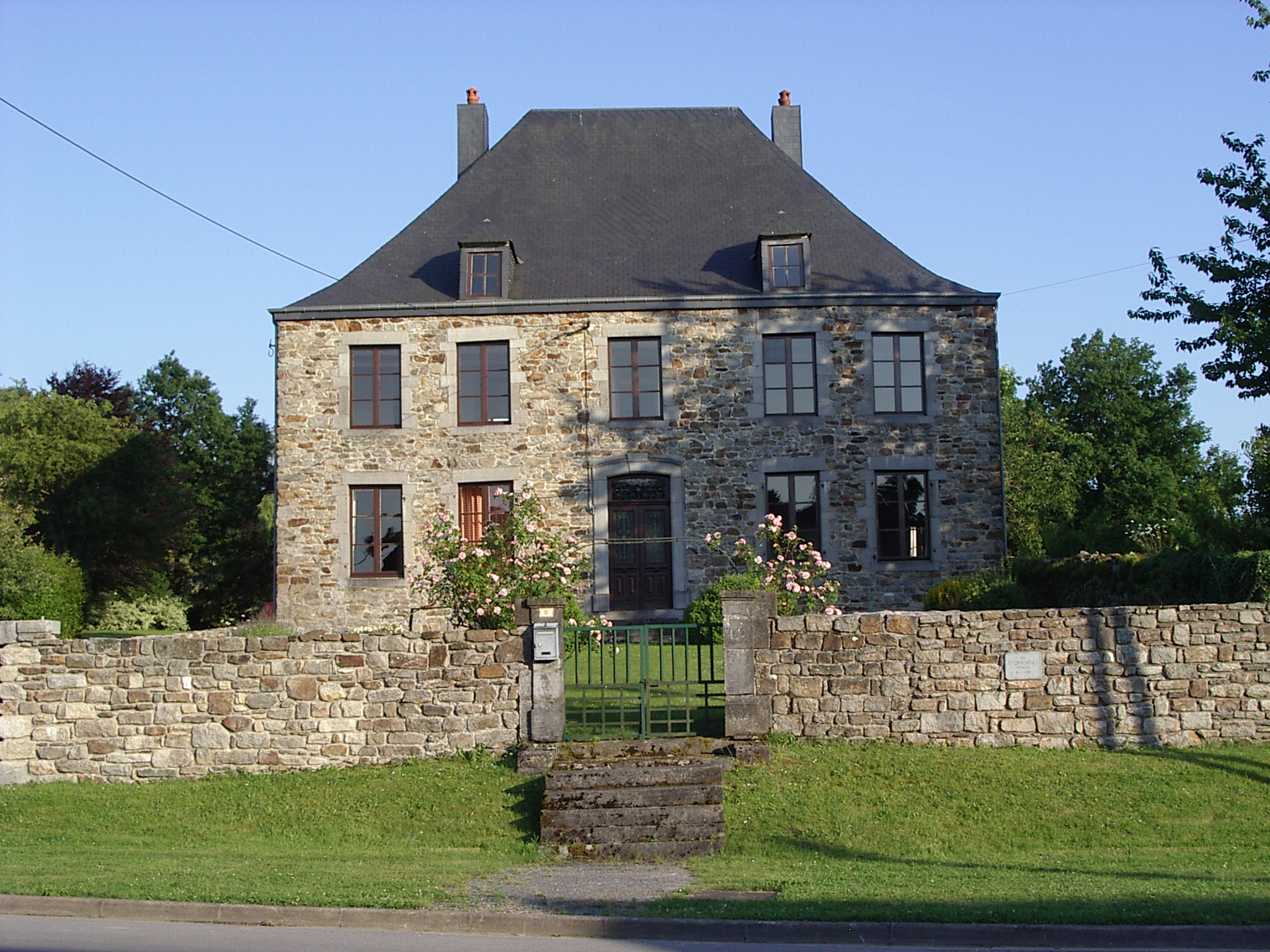
Ancien presbytère vu de la chavée du curé.
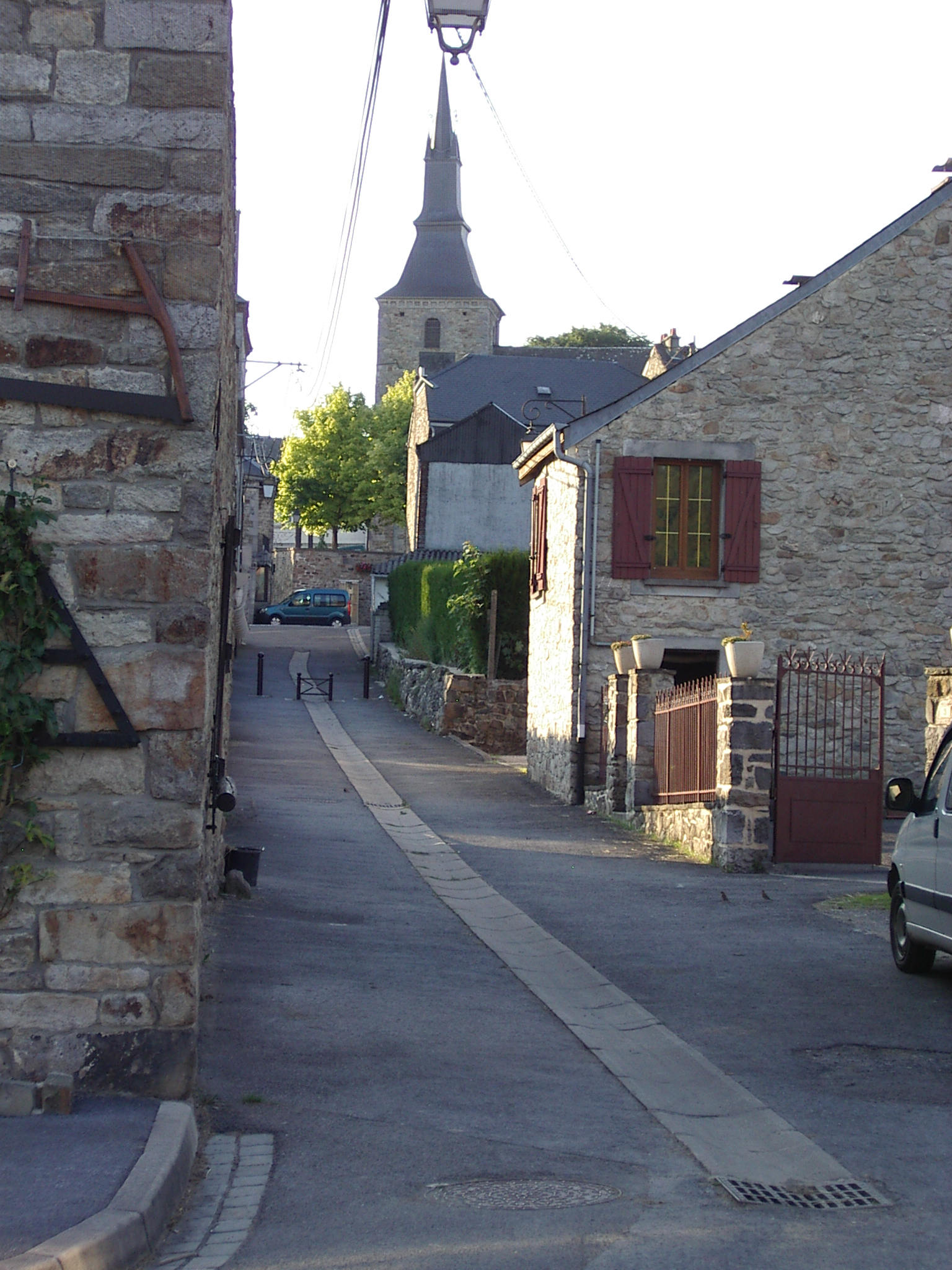
Ruelle.
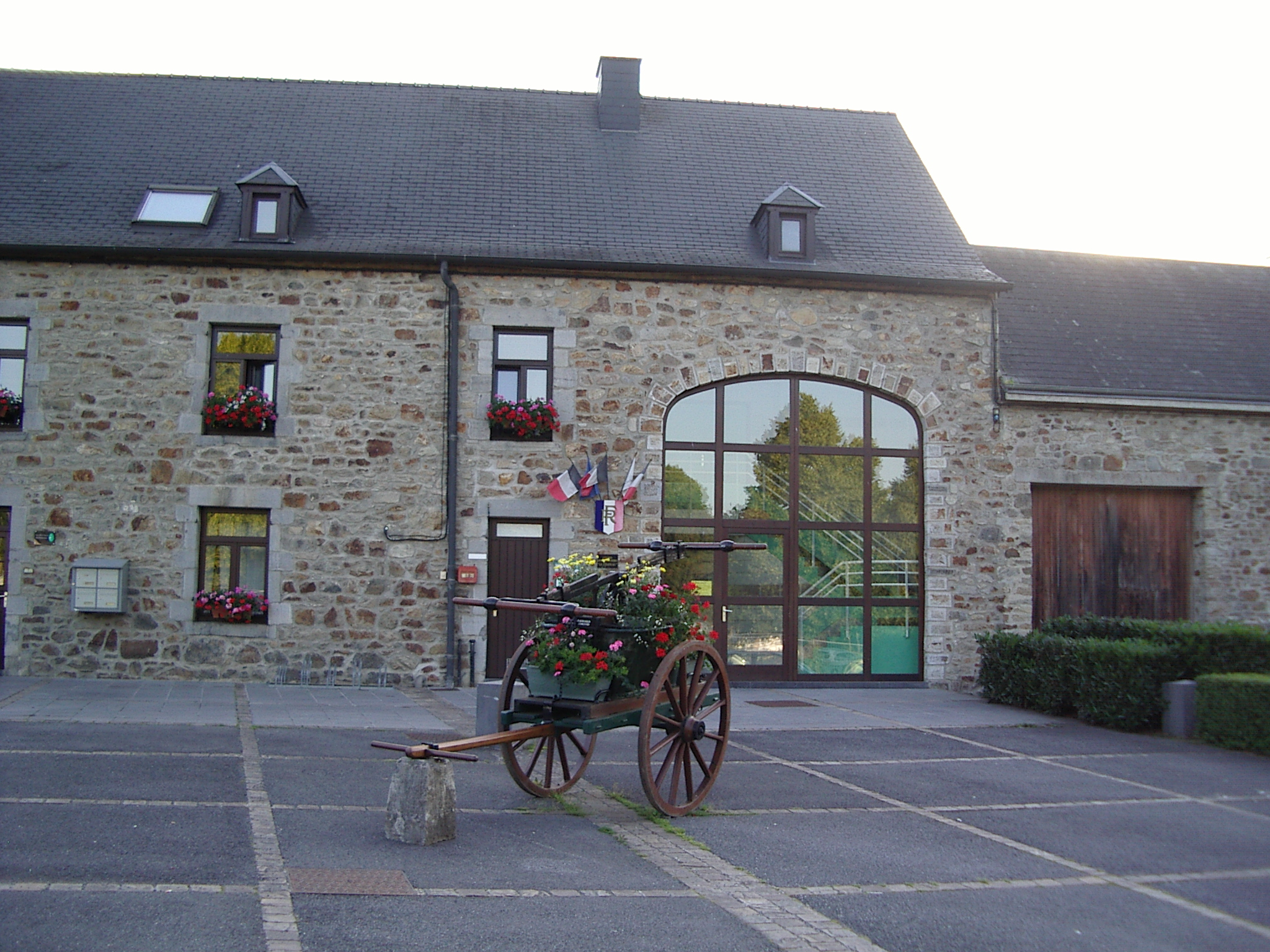
Maison.
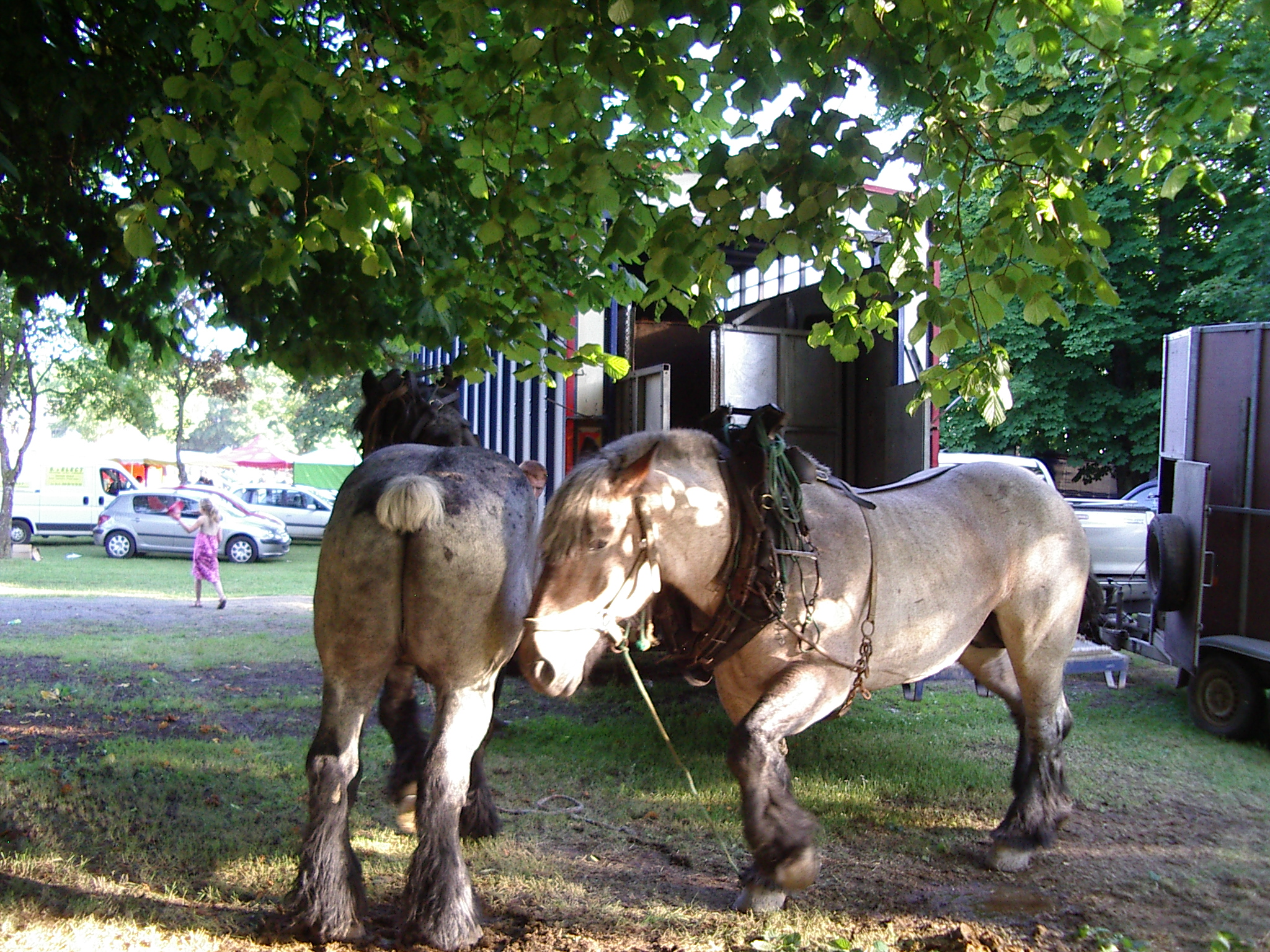
Fête du cheval.

### Maison du parc naturel régional des Ardennes
Hargnies a été désignée en 2013 par le comité syndical du parc naturel régional des Ardennes pour l'implantation de la Maison du Parc.
Après une polémique locale sur son emplacement dans le village, le conseil municipal d'Hargnies a finalement acté le 2 mars 2015 la construction du bâtiment sur la place de l'Aulnet à la place de la salle de fête (emplacement de l'ancienne boulonnerie). Mais l'emplacement de cette maison du parc a été envisagé ensuite à Renwez, et un nouveau projet a été défini, puis remis en cause.

### Personnalités liées à la commune
Joseph Monin (1741-1829), curé d'Hargnies, puis évêque constitutionnel des Ardennes. La chavée Monin, située à l'angle de l'école des filles et en face de l'église, a reçu ce nom en hommage.
Maria Delhalle (1876 - 1946), maire d'Hargnies, résistante active de la Ligne Dragon qui intègrera le réseau Comète, elle organisa l'évasion d'aviateurs alliés abattus en opération, en les hébergeant ou en les accompagnant depuis la Belgique, déguisés en séminaristes, avec l'aide de l'abbé Grandjean de Willerzie (torturé et déporté à Gross-Rosen sans trahir le réseau). Les aviateurs regagnaient l'Angleterre par l'Espagne. Élue maire d'Hargnies à la Libération, elle devint l'une des premières femmes maires de France.

### Héraldique
| Blason de Hargnies (Ardennes) | Blason  | Parti : au 1er de sinople à l'arbre d'or, au 2e d'or au lion couronné de sable, au chef de gueules chargé d'une fasce d'or. |
| Blason de Hargnies (Ardennes) | Détails | |